# Vangers
Vangers (Вангеры, anche noto come Vangers: One for the Road) è un videogioco del 1998 che combina elementi del genere gioco di ruolo e delle simulazioni automobilistiche, sviluppato dalla casa di produzione russa K-D Lab.

## Trama
Il giocatore deve cercare di sopravvivere guidando sulle pericolose superfici di mondi radicalmente diversi dal nostro, a bordo del proprio mecha. Queste sono le automobili del futuro, armate e corazzate per sopravvivere all'ambiente, guidate dai temerari e violenti Vangers, spesso in competizione tra loro.

## Modalità di gioco
Il giocatore ha la possibilità di acquistare nuovi veicoli, armi e numerosi articoli da barattare nelle varie città sotterranee, oltre che a esplorare i giganteschi e pericolosi mondi disponibili.